# Grazzanise
Grazzanise község (comune) Olaszország Campania régiójában, Caserta megyében.

## Fekvése
A megye délnyugati részén fekszik, Nápolytól 30 km-re északnyugatra valamint Caserta városától 20 km-re nyugati irányban. Határai: Cancello e Arnone, Capua, Casal di Principe, Falciano del Massico, Francolise, Pignataro Maggiore, Santa Maria la Fossa és Vitulazio.

## Története
A település alapítására vonatkozóan nincsenek pontos adatok. Valószínűleg a kora középkorban alapították, bár egyes régészek szerint alapítása a rómaiak idejére nyúlik vissza. A következő századokban nemesi birtok volt. A 19. században nyerte el önállóságát, amikor a Nápolyi Királyságban felszámolták a feudalizmust.

## Népessége
A népesség számának alakulása:

## Főbb látnivalói
- San Giovanni Battista-templom
- Santa Maria Assunta-templom